# Svarta Drin
Svarta Drin (albanska: Drini i Zi: betydelse "det svarta rådjuret"; makedonska:  Црн Дрим, translittererat Crn Drim) är ett vattendrag i Albanien och Nordmakedonien. Floden finns i den norra delen av Albanien och i den sydvästra delen av Nordmakedonien.
Flodens källa är Ohridsjön vid Struga i Nordmakedonien. Efter cirka 50 km korsar floden gränsen till Albanien, väster om Debar, varefter den rinner vidare samman med floden Vita Drin i Kukës och därmed skapar floden Drin. Floden rinner därefter vidare ut i Adriatiska havet.